# Хонингсвог
Хонингсвог (норв. Honningsvåg) је насељено место у Норвешкој у округу Финмарк. Има статус града од 1996.